# 布里安娜·池
布里安娜·池（英語：Breanna Chi，2001年1月30日—），美國女子羽毛球運動員。

## 簡歷
2017年7月，布里安娜·池代表美國在加拿大萬錦市舉行的泛美洲青年羽毛球錦標賽，除了協助美國隊贏得混合團體冠軍外，亦和Cindy Yuan合作贏得女子雙打冠軍。
2019年3月，布里安娜·池出戰牙買加羽毛球國際賽，分別和珍妮·蓋及邱愷翔合作贏得女子雙打比賽冠軍和混合雙打比賽亞軍。同年5月和6月，她再和邱愷翔合作，贏得秘魯羽毛球未來系列賽和毛里裘斯羽毛球國際賽的混合雙打比賽冠軍。

## 主要比賽成績
只列出曾進入準決賽的國際賽事成績：
| 年份   | 賽事                         | 公開賽級別 | 項目     | 拍檔       | 成績   |
| ------ | ---------------------------- | ---------- | -------- | ---------- | ------ |
| 2017年 | 泛美洲青年羽毛球錦標賽       | 其他       | 混合團體 | －         | 冠軍   |
| 2017年 | 泛美洲青年羽毛球錦標賽       | 其他       | 女子雙打 | Cindy Yuan | 冠軍   |
| 2017年 | 美國羽毛球國際挑戰賽         | 國際挑戰賽 | 女子雙打 | 珍妮·蓋    | 準決賽 |
| 2017年 | 美國羽毛球國際挑戰賽         | 國際挑戰賽 | 混合雙打 | 曾广铭     | 準決賽 |
| 2018年 | 墨西哥羽毛球國際賽           | 國際系列賽 | 女子雙打 | 安吉拉·張  | 準決賽 |
| 2018年 | 聖多明哥羽毛球公開賽         | 國際系列賽 | 女子雙打 | 安吉拉·張  | 準決賽 |
| 2019年 | 烏干達羽毛球國際賽           | 國際系列賽 | 混合雙打 | 邱愷翔     | 亞軍   |
| 2019年 | 泛美洲羽毛球混合團體錦標賽   | 其他       | 混合團體 | －         | 亞軍   |
| 2019年 | 牙買加羽毛球國際賽           | 國際系列賽 | 女子雙打 | 珍妮·蓋    | 冠軍   |
| 2019年 | 牙買加羽毛球國際賽           | 國際系列賽 | 混合雙打 | 邱愷翔     | 亞軍   |
| 2019年 | 秘魯羽毛球未來系列賽         | 未來系列賽 | 混合雙打 | 邱愷翔     | 冠軍   |
| 2019年 | 毛里裘斯羽毛球國際賽         | 國際系列賽 | 混合雙打 | 邱愷翔     | 冠軍   |
| 2019年 | 矽谷羽毛球國際系列賽         | 國際系列賽 | 女子雙打 | 珍妮·蓋    | 亞軍   |
| 2019年 | 拉各斯羽毛球國際經典賽       | 國際挑戰賽 | 混合雙打 | 邱愷翔     | 準決賽 |
| 2019年 | 加勒比地區羽毛球聯合會國際賽 | 國際系列賽 | 混合雙打 | 邱愷翔     | 冠軍   |
| 2019年 | 墨西哥羽毛球國際賽           | 國際系列賽 | 女子雙打 | 珍妮·蓋    | 冠軍   |
| 2019年 | 墨西哥羽毛球國際賽           | 國際系列賽 | 混合雙打 | 邱愷翔     | 準決賽 |
| 2019年 | 危地馬拉羽毛球國際系列賽     | 國際系列賽 | 混合雙打 | 邱愷翔     | 準決賽 |
| 2019年 | 巴林羽毛球國際系列賽         | 國際系列賽 | 混合雙打 | 邱愷翔     | 準決賽 |

| 2007-2017年 | 首要超級賽 | 超級賽 | 黃金大獎賽 | 大獎賽 | 國際挑戰賽 | 國際系列賽 | 未來系列賽 | 其他 |

| 2018-2026年 | 總決賽 | 超級1000賽 | 超級750賽 | 超級500賽 | 超級300賽 | 超級100賽 | 國際挑戰賽 | 國際系列賽 | 未來系列賽 | 其他 |